# فهرست ارجاع‌های فرهنگی به رمان و فیلم پرتقال کوکی
ارجاعهای فرهنگی عام به رمان آنتونی برجس یعنی پرتقال کوکی و فیلم برگرفته از آن توسط استنلی کوبریک بسیار گسترده بوده‌است، از موسیقی عامه‌پسند و تلویزیون گرفته تا فیلمهای سینمایی و دیگر رسانه‌ها. بعضی ارجاعها بر اساس درون مایه اصلی داستان هستند، مانند به‌کارگیری واژگان ندست، درحالی‌که بعضی دیگر عناصر بصری فیلم را به کار برده‌اند. این فیلم، کوبریک را به یکی از تأثیرگذارترین هنرمندان قرن بیستم مبدل ساخت و یک فیلم کالت (به انگلیسی: Cult Film) شد.

## موسیقی
- پرتقال کوکی مانند دیگر رمانهای علمی-تخیلی پادآرمان شهری، تأثیر بسزایی در موسیقی اینداستریال و سایبرپانک داشت. نسخه فیلم هم روی طرز لباس پوشیدن گروه‌های موسیقی تأثیر داشت.
- دیوید بویی در دوران زیگی استارداست، بیشتر کنسرت‌هایش را با سمفونی شماره ۹ بتهوون که در موسیقی متن فیلم استفاده و نقش مهمی در فیلم دارد، آغاز می‌کرد. وی همچنین در متن ترانه سافراجت سیتی اشاراتی به اصطلاحات فیلم دارد و بیشتر متن ترانه «دختر مرا دوست دارد» از آخرین آلبوم وی، بلک استار، نیز به زبان ندست است.[۱]
- در سال ۱۹۹۱ تک‌آهنگ گروه یوتو به نام «پرواز» یک قطعه از موسیقی پرتقال کوکی ساخت شرکت سلطنتی شکسپیر در خود داشت که عنوانش بود: الکس بخاطر یک بطری میلک/کورووا به داخل جهنم سقوط می‌کند. اجرای موسیقی این تک‌آهنگ را «بونو» و «د اِج» بر عهده داشتند.
- آلبوم گروه لهستانی میسلوویتز یعنی Korova Milky Bar به فیلم اشاره می‌کند و آن را با شرایط کنونی لهستان مقایسه می‌کند.
- گروه پانک آلمانی Die Toten Hosen آلبومی مفهومی با عنوان Ein kleines bisschen Horrorschau (به انگلیسی: A little bit of horrorshow) ضبط کردند. بخش‌هایی از آن هم در هنگام نمایش تئاتر پرتقال کوکی در تئاتر شهر بن به صورت زنده اجرا شد.
- گروه آنگلو-ایرلندی مولوکو نام خود را از اصطلاح عامیانه مولوکو که به معنی Milk انگلیسی است گرفته‌اند. (که خود مولوکو هم از واژه روسی معادل Milk یعنی молоко می‌باشد)
- گروه Heaven ۱۷ که اهل شفیلد انگلستان هستند هم نامشان را از گروه پاپ خیالی که در فیلم و رمان حضور دارند گرفته‌اند.

## تلویزیون
در سری پویانمایی ساوت پارک اشاره‌های زیادی به فیلم شده‌است. در کون ۲: نگاه به عقب صحنه‌ای که کون (شخصیت اِریک کارتمن) به بقیه اعضای گروه کون حمله می‌کند یادآور صحنه‌ای از فیلم است که یکی از اعضای گروه اصرار دارد که گروه باید به "شیوه جدیدی" اداره شود که این مستلزم قدرت کمتر برای الکس (کارتمن در پویانمایی) است؛ سپس الکس درحالی‌که با رفقایش قدم می‌زند ناگهان به آن‌ها حمله می‌کند تا رهبری خودش را دوباره تثبیت کند. همچنین این صحنه در پویانمایی دارای همان قطعه موزیکی است که در فیلم می‌شنویم یعنی قطعه‌ای از پیش نوای "The Thieving Magpie" جواکینو روسینی.
- سری پویانمایی سیمپسون‌ها اغلب اشاراتی به فیلم دارد. در بسیاری از قسمت‌ها بارت سیمپسون مثل الکس دولارج فیلم نمایش داده می‌شود.
- در سریال آمریکایی ورونیکا مارس، شخصیت مرسر هیز برای مهمانی روز هالووین مانند الکس لباس پوشیده بود؛ که بعدتر این پوشش حاکی از این حقیقت می‌شود که او تجاوزگر Hearst College بوده‌است.

## فیلم‌ها
فیلم پرتقال کوکی با باز کردن راه برای سایر فیلم‌های روایی پادآرمان شهری و همچنین با تحلیل معضلات اجتماعی با ذکاوت فراوان، تحول شگرفی در گونه علمی-تخیلی پدیدآورد. بسیاری از کارگردانان، درون مایه‌ها و فنون سینمایی را از این فیلم وام گرفته‌اند. این فیلم بخش مهمی از سینمای مدرن و مرجع فیلم‌های بسیاری است.
- هیث لجر گفته بود که نقش جوکر در شوالیه تاریکی را بر پایه شخصیت الکس دولارج ساخته‌است.
- فیلم‌هایی که از فنون سینمایی در فیلم پرتقال کوکی استفاده کرده‌اند عبارتند از: A Boy and His Dog, THX 1138, و Westworld.
- کوئنتین تارانتینو در مصاحبه‌ای صحنه شکنجه در فیلم سگ‌های انباری را که با ترانه "Stuck in the Middle With You" همراه بود به عنوان اشاره‌ای مستقیم به صحنه‌ای از فیلم پرتقال کوکی اشاره کرد که در آن الکس در حین خواندن "آواز زیر باران" نویسنده را لگد می‌زند و به همسرش آزار می‌رساند. همچنین در ابتدای فیلم سگهای انباری هم وقتی صحنه آهستهٔ قدم زدن بازیگرها به سبک قدم زدن الکس و رفقایش نمایش داده می‌شود اشاره‌ای به فیلم پرتقال کوکی دارد.
- مالکوم مک‌داول که خودش نقش الکس را در فیلم بازی کرده بود در سال ۲۰۰۰ در فیلمی با عنوان Gangster No. ۱ نقش گنگستر را بازی می‌کند که نسخه‌ای پیر شده از الکس است.

## ورزش
- کشتی‌گیر حرفه‌ای پاتریک مارتین قسمت اول نام خودش یعنی الکس شِلی را از الکس دولارج گرفته‌است.
- تیم ملی فوتبال هلند در جام جهانی فوتبال ۱۹۷۴ بخاطر سبک سازماندهی بازیشان (از نظر سیستم بازی) که با نام توتال فوتبال شناخته شد (Clockwork) و رنگ پیراهنشان هم که نارنجی بود (Orange) لقب پرتقال کوکی گرفتند.

## مجلات
هجونامه‌ای در نسخه ژوئن سال ۱۹۷۳ مجله مد با عنوان لیموی کوکی به نویسندگی استن هارت و جورج وودبریج آمد. تصویر نورمن مینگو برای جلد مجله، آلفرد ای. نیومن را در شمایل الکس نشان می‌داد.